# II-37
De II-37 is een nationale weg van de tweede klasse in Bulgarije. De weg loopt van Dzjoerovo via Pazardzjik naar Dospat. De II-37 is 212 kilometer lang.